# Олесинський Гіацинт
Олесинський, Олексінський або пол. Олесінський (роки народження та смерті невідомі) — львівський художник-портретист і монументаліст середини XVIII ст. За походженням імовірно українець. Народився в с. Гумнисько на Львівщині (тепер Буський район Львівської області). Його художня діяльність зафіксована впродовж 1745–1758 рр. Працював при дворі Вацлава Жевуського (1706–1779) у Підгорецькому замку на Львівщині.

## Життя і творчість
Невідомо де і в кого художник вчився. Достеменно відомо сім робіт Гіацинта Олесинського:
- Портрет Франциска Салезія Потоцького 1745 р. з підписом «Pinxit Olsinski 20 maj anno 1745» (Художній музей, Тарнів, Польща).
- Чотири монументальних картин (висота бл. 2,5 м) із зображенням Страстей Господніх («Зняття з хреста», «Положення до гробу», «Бичування», "Катування терновим вінком) 1746 р. — підпис «Hiacintus Olesinski pinxit Anno D 1746» (Львівська національна галерея мистецтв). Походить із каплиці Підгорецького замку на Львівщині. Усі зберігаються у Львівській національній галереї мистецтв.
- Два портрети Батовських 1758 р.

Роботи, які йому приписуються:
- Портрет Вацлава Жевуського (сер. 1740-вих рр.), Львівська національна галерея мистецтв;
- Портрет Северина Юзефа Жевуського[1] (1745), Музей у Тарнові, Польща.
- Портрет Вацлава Жевуського (1752–1753), Львівська національна галерея мистецтв;
- Портрет Вацлава Єроніма Сєраковського (1759 ?), Львівська національна галерея мистецтв.

Окрім того відома гравюра на міді виконана Іваном Филиповичем в 1757–1767 рр. із зображенням Вацлава Єроніма Сераковського по можливому портреті роботи Гіацинта Олесінського